# Natalija Pulkowśka
Natalija Wasyliwna Pulkowśka (4 czerwca 1988) – ukraińska zapaśniczka walcząca w stylu wolnym. Trzykrotna uczestniczka mistrzostw świata, siódma w 2007 i 2015. Srebrna medalistka mistrzostw Europy w 2014. Trzecia w Pucharze Świata w 2010. Trzecia na uniwersyteckich mistrzostwach świata w 2010. Wicemistrzyni świata (2007) i  mistrzyni Europy (2007) w kategorii juniorów.